# Melithaea linearis
Melithaea linearis is een zachte koraalsoort uit de familie Melithaeidae. De koraalsoort komt uit het geslacht Melithaea. Melithaea linearis werd in 1870 voor het eerst wetenschappelijk beschreven door Gray. 